# Sitobion anselliae
Sitobion anselliae är en insektsart som först beskrevs av Hall, W.J. 1932.  Sitobion anselliae ingår i släktet Sitobion och familjen långrörsbladlöss. Inga underarter finns listade i Catalogue of Life.